# نبرد اون نو کوچی
نبرد اون نو کوچی (انگلیسی: Battle of Un no Kuchi)، در سال ۱۵۳۶ اولین پیروزی بزرگ برای تاکدا هارونوبو/شینگن بود که در آن زمان پانزده ساله بود.

## نبرد
پدر هارونوبو، تاکدا نوبوتورا، به هیراگا گنشین در قلعه خود در قلعه اون نو کوچی حمله کرد، اما مجبور به عقب‌نشینی شد. پسرش هارونوبو، در عقب نیروهای عقب‌نشینی، منتظر ماند تا از عقب‌نشینی انجام شود، و سپس چرخید و افراد خود را برای شکست دادن پادگان قلعه که با مشاهده فرار تاکدا، آماده حمله دیگری نبودند، هدایت کرد.